# Emilie Hovden
Emilie Margrethe Hovden (født 5. april 1996 i Bergen, Norge) er en kvindelig norsk håndboldspiller som spiller for Viborg HK og Norges kvindehåndboldlandshold.
Hun fik debut på det norske A-landshold den 25. november 2021 mod Holland ved Intersport Cup 2021, og debuterede få dage efter ved VM i kvindehåndbold 2021 i Spanien. Hun scorede 7 mål og blev topscorer i holdets åbningskamp ved slutrunden, mod Kasakhstan.
Hun blev i 2019/20-sæsonen den mest scorende spiller i Eliteserien med 161 mål. Derudover blev hun samme sæson kåret som ligaens bedste højre fløj og ligaens bedste spiller, på det officielle All Star-hold.
Hun var med til at blive verdensmester med Norge ved VM i kvindehåndbold 2021 i Spanien, efter finalesejr over Frankrig, med cifrene 29-22.